# La Rébellion (série télévisée, 2022)
Pour les articles homonymes, voir La Rébellion.
La Rébellion (La rebelión) est une telenovela mexicaine produite et diffusée entre le 17 novembre 2022 et le 15 décembre 2022 sur le service de streaming Vix pour Televisa.
En France, elle est diffusée entre le 24 août 2024 et le 7 septembre 2024 sur Novelas TV.

## Synopsis
Quatre femmes apparemment heureuses décident de quitter leur foyer de manière inattendue. Personne ne sait où elles se trouvent, mais, petit à petit, les nombreuses raisons qui les ont poussées à fuir commencent à être découvertes, notamment leur désir de se rebeller contre leur mariage et leur vie de femmes au foyer, qui ne se sont pas déroulés comme elles l’avaient prévu. Mais fuir comporte des risques et ces femmes seront unies par leur voyage ainsi que par un meurtre.

## Distribution

### Acteurs principaux
- Aracely Arámbula : Mónica Bedolla 
  - Macarena García : Mónica Bedolla (jeune)
- Daniela Vega : Jana
  - Macarena Oz : Jana (jeune)
- Ana Serradilla : Alejandra
  - Alexia Alexander :  Alejandra (jeune)
- Adriana Paz : Ivonne
- Alejandro de la Madrid : Mauricio
- Blanca Guerra
- Dalexa Meneses : Regina
- Ricardo Kleinbaum
- Manuel Villegas : Diego

### Acteurs récurrents
- Luis Arrieta : Roberto
- Arap Bethke
- Mariana Rendón
- Clementina Guadarrama
- Matilde Castañeda : Tatiana
- Erik Guecha
- Sergio Bonilla

## Épisodes
1. « Lejos de casa »
2. « Planes de escape »
3. « Dudas »
4. « Secreto descubierto »
5. « Crisis »
6. « Más cerca »

## Version française
La version française est assurée par Hiventy North Africa au Maroc.